# Lista över svenska örlogsfartyg
Det här är en lista över svenska örlogsfartyg. HMS står för Hans Majestäts Skepp. Begreppet Örlogsfartyg omfattar Stridsfartyg, Hjälpfartyg och Övningsfartyg.
För äldre träfartyg, se lista över svenska seglande örlogsfartyg och lista över svenska rodda örlogsfartyg.

## Operativa örlogsfartyg

### Korvetter
Operativa
Stockholm-klass
- HMS Stockholm (K11) (Sedan 2017 operationell som patrullfartyg)
- HMS Malmö (K12) (Sedan 2017 operationell som patrullfartyg)

Göteborg-klass
- HMS Göteborg (K21) (I malpåse)
- HMS Gävle (K22)
- HMS Kalmar (K23) (I malpåse)
- HMS Sundsvall (K24)

Visby-klass
- HMS Visby (K31)
- HMS Helsingborg (K32)
- HMS Härnösand (K33)
- HMS Nyköping (K34)
- HMS Karlstad (K35)

### Minröjningsfartyg
Koster-klass
- HMS Koster (M73)
- HMS Kullen (M74)
- HMS Vinga (M75)
- HMS Ven (M76)
- HMS Ulvön (M77)

Styrsö-klass
- HMS Styrsö (M11)
- HMS Spårö (M12)
- HMS Skaftö (M13)
- HMS Sturkö (M14)

### Ubåtar

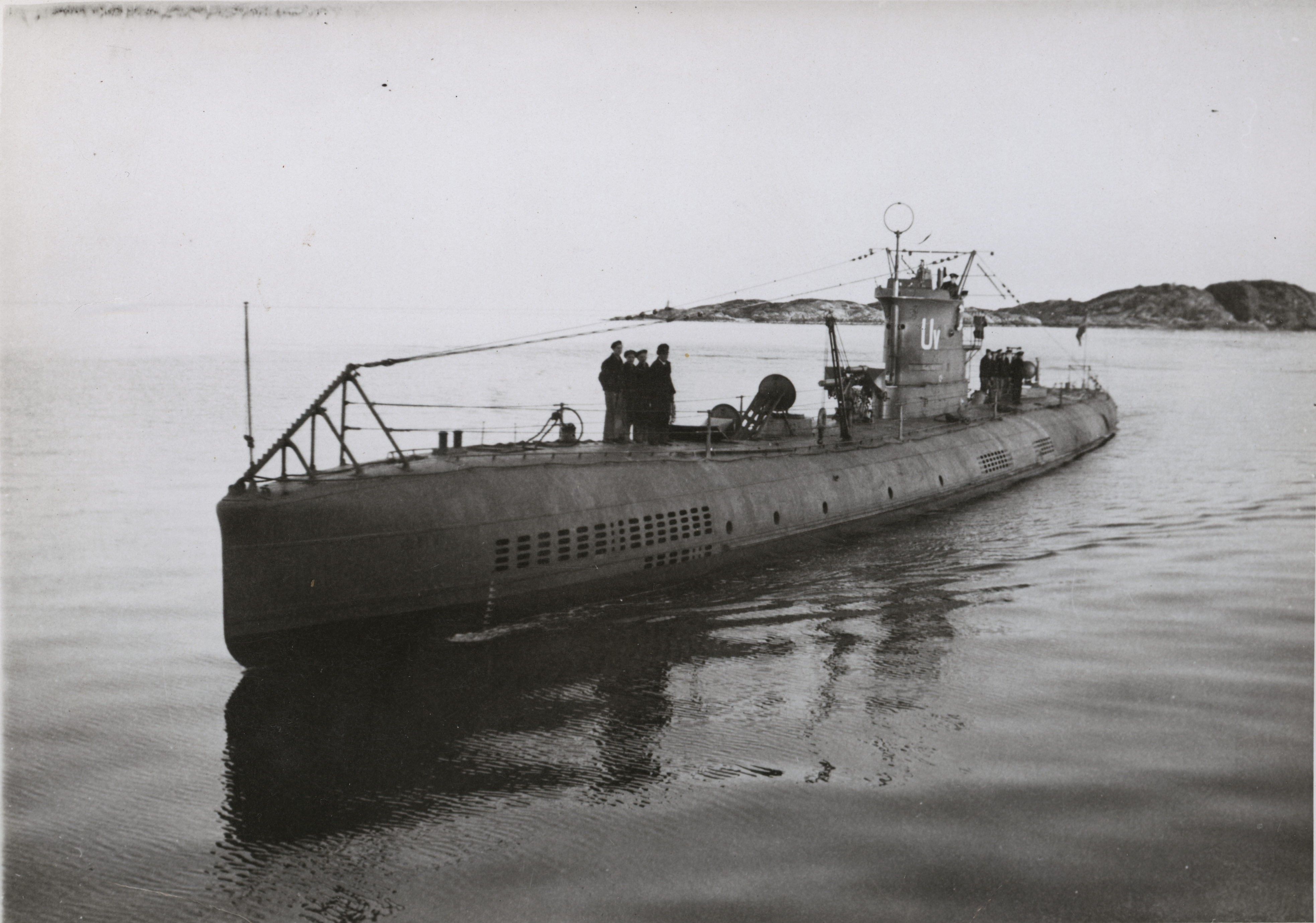
HM Undervattensbåt Ulven

Gotland-klass
- HMS Gotland (Gtd)
- HMS Uppland (Upd)
- HMS Halland (Hnd)

Södermanland-klass
- HMS Södermanland (Söd)
- HMS Östergötland (Ögd)

Ubåtsräddningsfarkost
- URF

### Minfartyg
- HMS Carlskrona (P04)

### Bevakningsbåtar
Tapper-klass
- HMS Tapper (81) (Utrangerad)
- HMS Djärv (82)
- HMS Dristig (83)
- HMS Händig (84)
- HMS Trygg (85)
- HMS Modig (86)
- HMS Hurtig (87)
- HMS Rapp (88)
- HMS Stolt (89)
- HMS Ärlig (90)
- HMS Munter (91)
- HMS Orädd (92)

### Trängfartyg
- HMS Hector (A254)
- HMS Hercules (A255)

Stabs- och lagfartyg
- HMS Trossö (A264)

Ubåtsräddningsfartyg
- HMS Belos (A214)

Torpedbärgare
- HMS Pelikanen (A247)

Transportfartyg
- HMS Nåttarö (A608)
- HMS Loke (A344)

### Specialfartyg
- HMS Orion (A201)
- HMS Furusund (A320)
- HMS Artemis (A202)

### Skolfartyg
Skonerter
- HMS Gladan (S01)
- HMS Falken (S02)

Altair-klass
- HMS Altair (A501)
- HMS Antares (A502)
- HMS Arcturus (A503)
- HMS Argo (A504)
- HMS Astrea (A505)

## Historiska örlogsfartyg

### Torpedbåtar

#### Stångminbåtar
- Skrik

#### 1:a klass torpedbåt
- HMS Hugin (1884)

- HMS Komet (1896–1916), V20 (1916–1926))

- HMS Blixt (1898–1921), V27 (1921–1947)
- HMS Meteor (1899–1921), V28 (1921–1947)
- HMS Stjärna (1899–1921), V29 (1921–1937)
- HMS Orkan (1900–1921), V30 (1921–1947)
- HMS Bris (1900–1921), V31 (1921–1937)
- HMS Vind (1900–1921), V32 (1921–1937)
- HMS Virgo (1902–1921), V33 (1921–1941)
- HMS Mira (1902)–1921), V34 (1921–1943)
- HMS Orion (1903–1921), V35 (1921–1947)
- HMS Sirius (1903–1921), V36 (1921–1942)
- HMS Kapella (1904–1921), V37 (1921–1937)

- HMS Plejad (1905–1926), V38 (1926–1930)
- HMS Iris (1909–1928), V39 (1928–1947)
- HMS Thetis (1909–1928), V40 (1928–1947)
- HMS Spica (1908–1928), V41 (1928–1947)
- HMS Astrea (1909–1928), V42 (1928–1947)
- HMS Antares (1909–1928), V43 (1928–1947)
- HMS Arcturus (1909–1928), V44 (1928–1940)
- HMS Altair (1909–1928), V45 (1928–1947)
- HMS Argo (1909–1928), V46 (1928–1940)
- HMS Polaris (1910–1928), V47 (1928–1947)
- HMS Perseus (1910–1928), V48 (1928–1947)
- HMS Regulus (1910–1928), V49 (1928–1944)
- HMS Rigel (1910–1928), V50 (1928–1944)
- HMS Kastor (1909–1928), V51 (1928–1940)
- HMS Pollux (1909–1928), V52 (1928–1940)
- HMS Vega, (1911–1928) V53 (1928–1941)
- HMS Vesta (1911–1928), V54 (1928–1941)

#### 2:a klass torpedbåt
- HMS Rolf (1880) (till 1895 klassad som minbåt)
- HMS Seid (1882) (till 1895 klassad som minbåt)
- HMS Galdr (1885)
- HMS Narf (1886)
- HMS Nörve (1886)
- HMS Bygve (1888)
- HMS Bylgia (1888)
- HMS Agda (1891)
- HMS Agne (1891)
- No 79 (1902)
- No 81 (1902)

#### 3:e klass torpedbåt
Fram till 1895 klassade som minbåtar, men kom aldrig att tjänstgöra som torpedbåtar då de i stället byggdes om till bevakningsfartyg och vedettbåtar
- HMS Spring Stångminbåt
- HMS Skrik Stångminbåt
- Minbåt No 3 Stångtorpedbåt
- Minbåt No 4 Stångtorpedbåt
- Minbåt No 5 Stångtorpedbåt
- Minbåt No 6 Stångtorpedbåt
- Minbåt No 7 Stångtorpedbåt

#### Perseustyp1951-1967
- HMS Perseus (T101)

#### Torpedbåt typ Plejad1954-1973
- HMS Plejad (T102)
- HMS Polaris (T103)
- HMS Pollux (T104)
- HMS Regulus (T105)
- HMS Rigel (T106)
- HMS Aldebaran (T107)
- HMS Altair (T108)
- HMS Antares (T109)
- HMS Arcturus (T110)
- HMS Argo (T111)
- HMS Astrea (T112)

#### Torpedbåt typ Spica T1211966-1987
- HMS Spica (T121)
- HMS Sirius (T122)
- HMS Capella (T123)
- HMS Castor (T124)
- HMS Vega (T125)
- HMS Virgo (T126)

### Robotbåtar

#### Robotbåt typ NorrköpingochYstadklass1983-2005
Robotbåtarna var torpedbåtar mellan 1973 och 1983.

De sista två robotbåtarna (R131, R142) utrangerades 1 september 2005.
- HMS Norrköping (T131/R131)
- HMS Nynäshamn (T132/R132)
- HMS Norrtälje (T133/R133)
- HMS Varberg (T134/R134)
- HMS Västerås (T135/R135)
- HMS Västervik (T136/R136)
- HMS Umeå (T137/R137)
- HMS Piteå (T138/R138)
- HMS Luleå (T139/R139)
- HMS Halmstad (T140/R140)
- HMS Strömstad (T141/R141)
- HMS Ystad (T142/R142)

### Motortorpedbåtar
- Mtb 1-2  (1920–1927)
- Mtb 3-4  (1922–1940)
- T3-T4 (1939–1949)
- T11-T14 (1940–1946) f.d. MAS 506, 508, 511, 526
- T15-T18 (1941–1956)
- T21-T31(1942–1959)
- T32-T41 (1951–1990)
- T201 (1953–1964)
- T42-T56 (1956–1990)

### Patrullbåtar
De sista tre patrullbåtarna utrangerades 1 september 2005.
- HMS Jägaren (V150)
- HMS Hugin (P151)
- HMS Munin (P152)
- HMS Magne (P153)
- HMS Mode (P154)
- HMS Vale (P155)
- HMS Vidar (P156)
- HMS Mjölner (P157)
- HMS Mysing (P158)
- HMS Kaparen (P159)
- HMS Väktaren (P160)
- HMS Snapphanen (P161)
- HMS Spejaren (P162)
- HMS Styrbjörn (P163)
- HMS Starkodder (P164)
- HMS Tordön (P165)
- HMS Tirfing (P166)

### Hydrofonbojfartyg
- HMS Ejdern (B01)
- HMS Krickan (B02)
- HMS Svärtan (B03)
- HMS Viggen (B04)

### Minfartyg
- HMS Älvsnabben (M01)
- HMS Älvsborg (M02)
- HMS Visborg (A265)

#### Minbåtar
Från 1895 omklassade till topedbåtar sedan endast självgående minor var kvar i bruk

##### Stångminbåtar (1874-1880)
- Spring
- Skrik
- Minbåt N:3
- Minbåt N:4
- Minbåt N:5
- Minbåt N:6
- Minbåt N:7

- HMS Rolf (1880)

(Namnändrad till Blink 1887)
- HMS Seid (1882)

(Namnändrad till Blixt 1887)

### Minsvepare

#### Minsvepare
Sökaren-klass
- HMS Sökaren (47)
- HMS Sveparen (48)
- HMS Sprängaren (49)

Styrbjörn-klass
- HMS Styrbjörn (52)
- HMS Starkodder (51)

#### Minsvepare, större
Arholma-klass
- HMS Arholma (53)
- HMS Landsort (54)
- HMS Bredskär (59)
- HMS Grönskär (60)
- HMS Ramskär (61)
- HMS Örskär (62)
- HMS Sandön (57)
- HMS Ulvön (58)
- HMS Bremön (55)
- HMS Holmön (56)
- HMS Koster (63)
- HMS Kullen (64)
- HMS Vinga (65)
- HMS Ven (66)

#### Fiskeminsvepare
- HMS Gåssten (M31)
- HMS Norsten (M32)
- HMS Viksten (M33)
- HMS Orust (M41)
- HMS Tjörn (M42)
- HMS Hisingen (M43)
- HMS Blackan (M44)
- HMS Dämman (M45)
- HMS Galten (M46)
- HMS Gillöga (M47)
- HMS Rödlöga (M48)
- HMS Svartlöga (M49)

#### Kustminsvepare
Hanö-klass
- HMS Hanö (M51)
- HMS Tärnö (M52)
- HMS Tjurkö (M53)
- HMS Sturkö (M54)
- HMS Ornö (M55)
- HMS Utö (M56)

Arkö-klass
- HMS Arkö (M57)
- HMS Spårö (M58)
- HMS Karlsö (M59)
- HMS Iggö (M60)
- HMS Styrsö (M61)
- HMS Skaftö (M62)
- HMS Aspö (M63)
- HMS Hasslö (M64)
- HMS Vinö (M65)
- HMS Vållö (M66)
- HMS Nämdö (M67)
- HMS Blidö (M68)

#### M1 - M2
- HMS M1 (1937)
- HMS M2 (1937)

#### M3 - M14
- HMS M3 (1940)
- HMS M4 (1940)
- HMS M5 (1940)
- HMS M6 (1940)
- HMS M7 (1940)
- HMS M8 (1941)
- HMS M9 (1940)
- HMS M10 (1940)
- HMS M11 (1940)
- HMS M12 (1941)
- HMS M13 (1940)
- HMS M14 (1941)

#### M15 - M26
- HMS M15 (1941)
- HMS M16 (1941)
- HMS M17 (1941)
- HMS M18 (1941)
- HMS M19 (1941)
- HMS M20 (1941)
- HMS M21 (1941)
- HMS M22 (1941)
- HMS M23 (1941)
- HMS M24 (1941)
- HMS M25 (1941)
- HMS M26 (1941)

### Ubåtar
- HMS Hajen (1904)

- HMS Hvalen (1909)

2:a klass-ubåtarna
- HMS Undervattensbåten N:r 2 (1909)
- HMS Undervattensbåten N:r 3 (1909)
- HMS Undervattensbåten N:r 4 (1909)
- HMS Laxen (1914)
- HMS Gäddan (1915)

Svärdfrisken-klass
- HMS Svärdfisken (1914)
- HMS Tumlaren (1914))

- HMS Delfinen (1914)

Braxen-klass
- HMS Braxen (1916)
- HMS Abborren (1916)

Hajen II-klass
- HMS Hajen (1917)
- HMS Sälen (1918)
- HMS Valrossen (1918)

Bävern-klass
- HMS Bävern (1921)
- HMS Illern (1918)
- HMS Uttern (1918)

- HMS Valen (1925)

Draken-klass
- HMS Draken (1926)
- HMS Gripen (1928)
- HMS Ulven (1930)

Delfinen-klass
- HMS Delfinen (1934)
- HMS Nordkaparen (1935)
- HMS Springaren (1935)

Sjölejonet-klass
- HMS Sjölejonet (1936)
- HMS Sjöbjörnen (1938)
- HMS Sjöhunden (1938)
- HMS Svärdfisken (1940)
- HMS Tumlaren (1940)
- HMS Dykaren (1940)
- HMS Sjöhästen (194)
- HMS Sjöormen (1941)
- HMS Sjöborren (1941)

Kustubåtar
- HMS U1 (1941)
- HMS U2 (1942)
- HMS U3 (1942)
- HMS U4 (1943)
- HMS U5 (1943)
- HMS U6 (1943)
- HMS U7 (1943)
- HMS U8 (1944)
- HMS U9 (1944)

Neptun-klass
- HMS Neptun (1942)
- HMS Najad (1942)
- HMS Näcken (1942)

- HMS Spiggen (1958)
- HMS Spiggen (1990)

Jaktubåtarna
- HMS Abborren (1963)
- HMS Gäddan (1963)
- HMS Laxen (1963)
- HMS Forellen
- HMS Makrillen
- HMS Siken

Hajen III-klass
- HMS Hajen (1954)
- HMS Sälen (Säl)
- HMS Valen (Val)
- HMS Bävern (1958)
- HMS Illern (1957)
- HMS Uttern (1958)

Draken II-klass
- HMS Draken (Dra)
- HMS Gripen (Gri)
- HMS Vargen (Vgn)
- HMS Delfinen (Del)
- HMS Nordkaparen (Nor)
- HMS Springaren (Spr)

Sjöormen-klass
- HMS Sjöormen (Sor)
- HMS Sjölejonet (Sle)
- HMS Sjöhunden (Shu)
- HMS Sjöbjörnen (Sbj)
- HMS Sjöhästen (Shä)

Näcken-klass
- HMS Näcken (Näk)
- HMS Neptun (Nep)
- HMS Najad (Nad)

Västergötland-klass
- HMS Västergötland (Vgd)
- HMS Hälsingland (Hgd)

### Jagare

#### Torpedbåtsjagare1902-
- HMS Ehrensköld (11)
- HMS Hugin (24)
- HMS Nordenskjöld (12)
- HMS Klas Horn (3)
- HMS Klas Uggla (4)
- HMS Magne (2)
- HMS Mode (1)
- HMS Munin (8)
- HMS Psilander (J18) - f.d Giovanni Nicotera
- HMS Puke (19) - f.d Bettino Ricasoli
- HMS Ragnar (22)
- HMS Sigurd (21)
- HMS Vidar (23)
- HMS Wale (3)
- HMS Wachtmeister (26)
- HMS Wrangel (25)

#### Kustjagare1940–1970
Romulus-klass
- HMS Romulus (27) - f.d. Spica
- HMS Remus (28) - f.d. Astore

Mode-klass
- HMS Mode (29)
- HMS Magne (30)
- HMS Munin (31)
- HMS Mjölner (32)

#### Stadsjagare1937–1978
- HMS Göteborg (J5)
- HMS Stockholm (J6)
- HMS Malmö (J7)
- HMS Karlskrona (J8)
- HMS Gävle (J9)
- HMS Norrköping (J10)
- HMS Visby (J11)
- HMS Sundsvall (J12)
- HMS Hälsingborg (J13)
- HMS Kalmar (J14)

#### Landskapsjagare1947–1982
Öland-klass
- HMS Öland (J16)
- HMS Uppland (J17)

Halland-klass
- HMS Halland (J18)
- HMS Småland (J19)
- HMS Lappland (avbeställd 1958)
- HMS Värmland (avbeställd 1958)

Östergötland-klass
- HMS Östergötland (J20)
- HMS Södermanland (J21)
- HMS Gästrikland (J22)
- HMS Hälsingland (J23)

### Kryssare
- HMS Göta Lejon (1947–1970)
- HMS Tre Kronor (1947–1964)

#### Flygplanskryssare

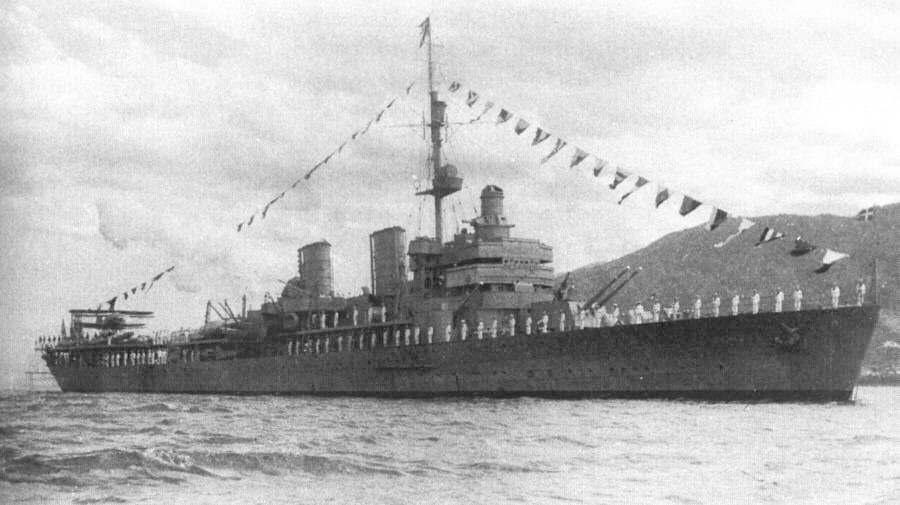
Flygplandskryssaren Gotland i Västindien cirka 1936.

- HMS Gotland (1934–1960)

#### Minkryssare
- HMS Clas Fleming (1914–1959)

#### Pansarkryssare

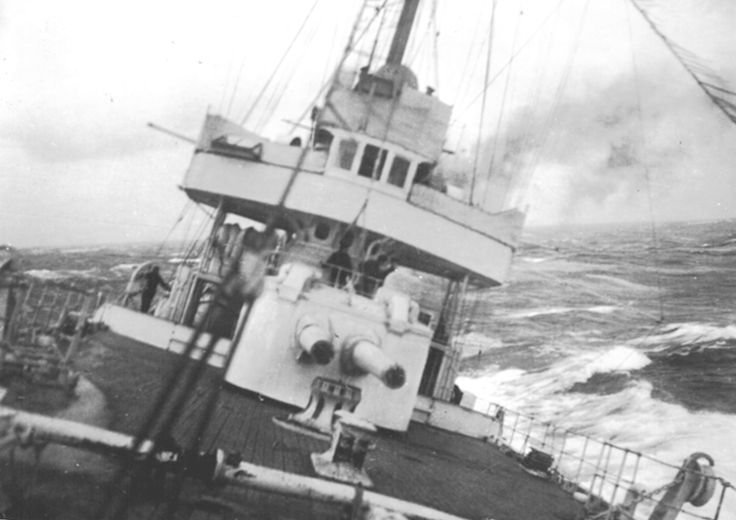
Pansarkryssaren Fylgia på långresa 1927–1928.

- HMS Fylgia (1907–1953)

#### Torpedkryssare
- HMS Claes Horn (1898–1923)
- HMS Claes Uggla (1900–1917)
- HMS Jacob Bagge (1898–1947)
- HMS Psilander (1900–1937)
- HMS Örnen (1897–1947)

### Pansarskepp

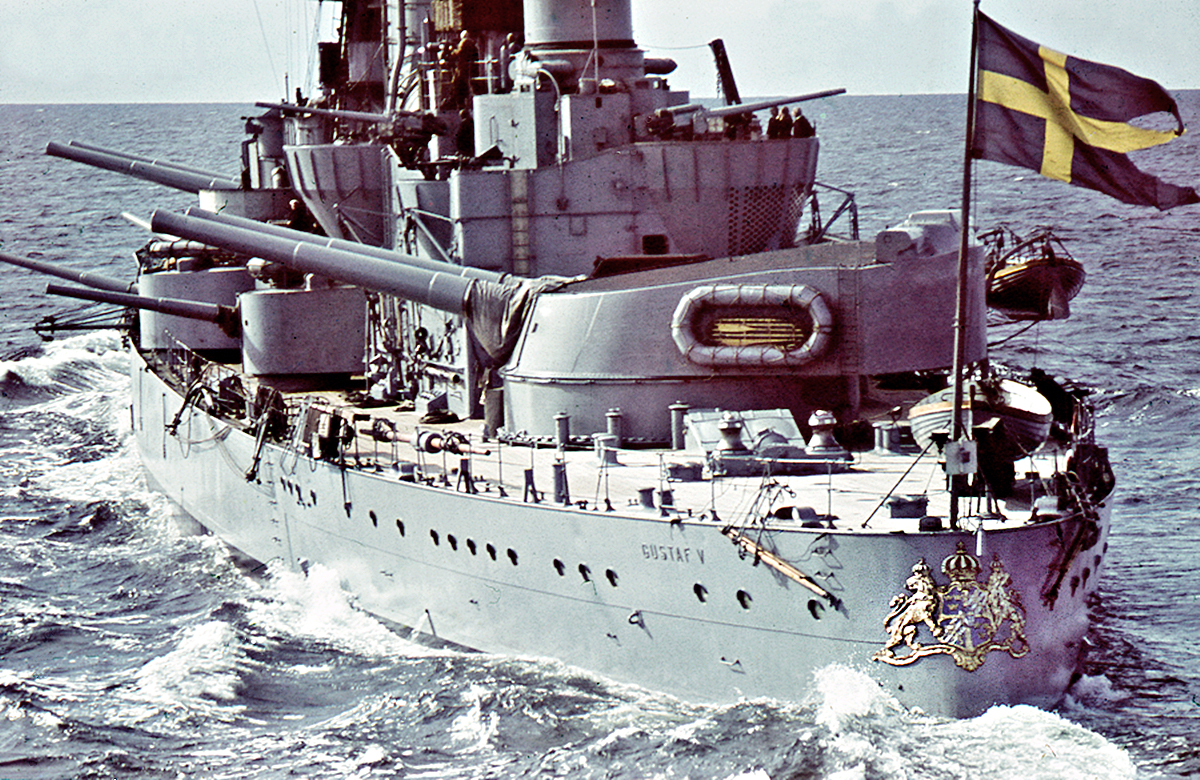
Pansarskeppet Gustaf V redo att avlossa en bredsida.

Svea-klassen (1885–1923)
- HMS Svea (1885–1915)
- HMS Göta (1889–1923)
- HMS Thule (1893–1923)

Odenklassen (1896–1937)
- HMS Oden (1896–1937)
- HMS Niord (1898–1922)
- HMS Thor (1898–1937)

- HMS Dristigheten (1900–1947)

Äran-klassen (1901–1950)
- HMS Äran (1901–1947)
- HMS Tapperheten (1901–1947)
- HMS Wasa (1901–1940)
- HMS Manligheten (1903–1950)

- HMS Oscar II (1905–1950)

Sverige-klassen (1915–1957)
- HMS Sverige (1915–1953)
- HMS Drottning Victoria (1917–1957)
- HMS Gustav V (1918–1957)

### Korvetter
- HMS Jarramas
- HMS Carlskrona
- HMS Lagerbielke
- HMS Najaden
- HMS Orädd
- HMS Svalan

#### Ångkorvetter
- HMS Thor
- HMS Gefle
- HMS Orädd
- HMS Balder
- HMS Saga
- HMS Freja
- HMS Valkyrian

#### Ånglinjeskepp
- HMS Stockholm
- HMS Carl XIV Johan

#### Ångfregatt
- HMS Vanadis

#### Ångskonerter
- Aktif (1820) (10 kanoner)
- Balder (1849) även kallad kanonångslup

#### Transportfartyg
- Odin (1833)
- Gylfe (1834)

#### Chefsfartyg
- Sköldmön (1868)

### Kanonbåtar
Första generationens båtar kallades kanonångslupar
- HMS Alfhild
- HMS Aslög
- HMS Astrid
- HMS Blenda
- HMS Carlsund
- HMS Disa
- HMS Edda
- HMS Gunhild
- HMS Hogland
- HMS Ingegerd
- HMS Motala
- HMS Rota
- HMS Sigrid
- HMS Skagul
- HMS Skuld
- HMS Skäggald
- HMS Svensksund
- HMS Svensksund
- HMS Urd
- HMS Verdande
- HMS von Sydow

### Monitorer

#### 2:a klass pansarbåtar
- HMS John Ericsson (1865)
- HMS Tordön (1865)
- HMS Tirfing (1866)
- HMS Loke (1869)

#### 3:e klass pansarbåtar
- HMS Björn
- HMS Berserk
- HMS Folke
- HMS Sölve
- HMS Ulf
- HMS Hildur
- HMS Gerda
- HMS Sköld
- HMS Fenris
- HMS Garmer

### Vedettbåtar
- HMS Jägaren (1932)
- HMS Kaparen (1933)
- HMS Snapphanen (1933)
- HMS Edöfjärd (1933)
- HMS Väktaren (1934)

- HMS Skanör (V01)
- HMS Smyge (V02)
- HMS Arild (V03)
- HMS Viken (V04)

### Bevakningsbåtar
Bevakningsbåt typ 60
- HMS Ekeskär (63)
- HMS Skifteskär (64)
- HMS Gråskär (65)
- HMS Vitaskär (67)
- HMS Altarskär (68)
- HMS Äggskär (69)
- HMS Hojskär (70)
- HMS Flaggskär (72)
- HMS Häradsskär (73)
- HMS Bredskär (74)
- HMS Sprängskär (75)
- HMS Hamnskär (76)
- HMS Huvudskär (77)

### Segelfartyg

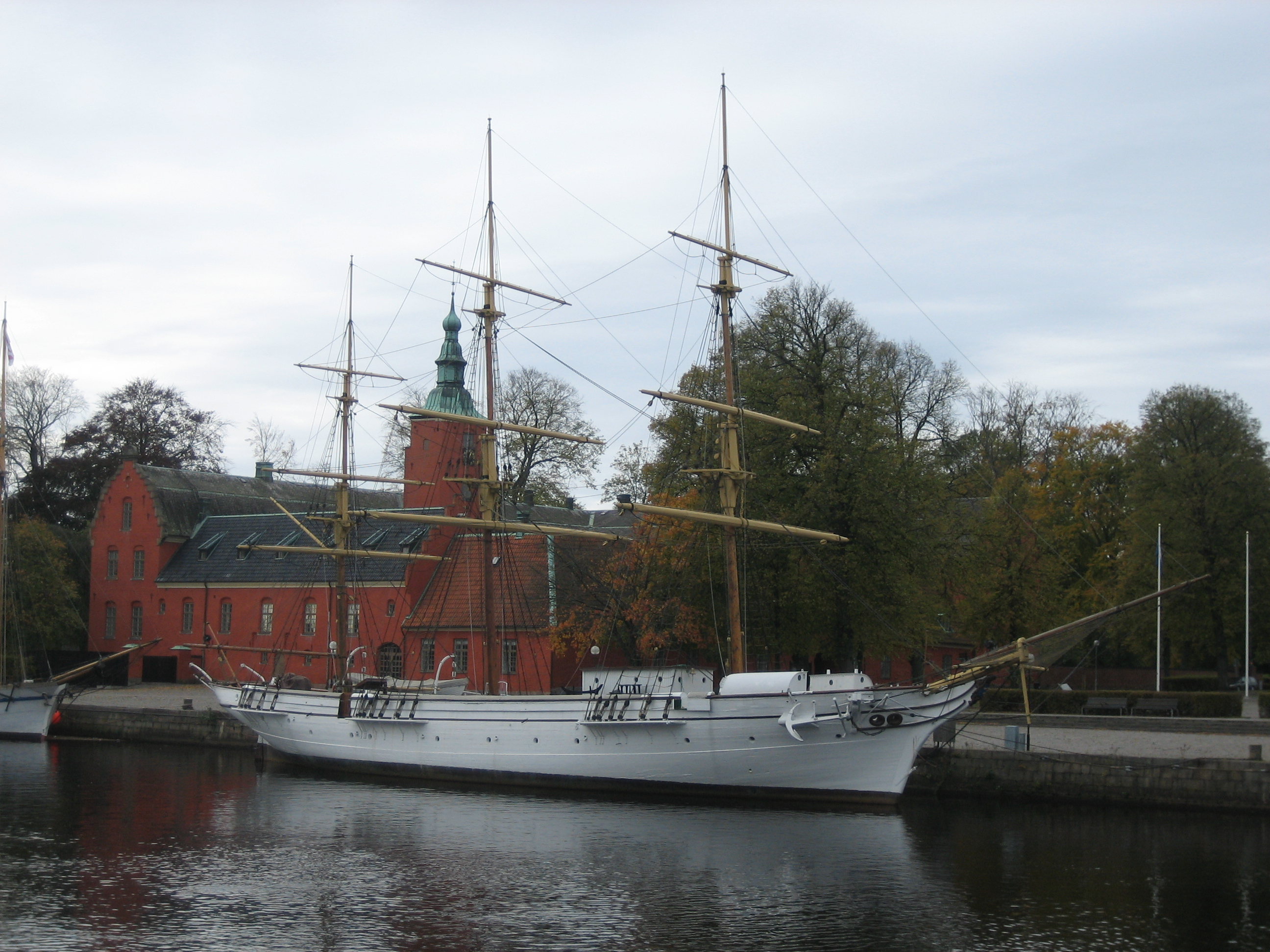
HMS Najaden, 2008.

- HMS af Chapman (1888) f.d. G. D. Kennedy (1888)
- HMS Falken (1877)
- HMS Falken (1947)
- HMS Gladan (1857)
- HMS Gladan (1946)
- HMS Jarramas (1900)
- HMS Najaden (1897)

### Isbrytare
Bemannas numera av civil besättning.
- Thule
- Njord
- Tor
- Ale
- Atle
- Ymer
- Frej
- Oden

### Sjömätare
Bemannas numera av civil besättning.
- HMS Svalan
- HMS Gustaf af Klint
- HMS Johan Nordenankar
- HMS Jacob Hägg
- HMS Nils Strömcrona

### Övriga fartyg
- Drott - tidigare mintorpedfartyg under namnet Ran.
- HMS Gålö (A263)
- HMS Skredsvik (A262)
- HMS Utö (A261)
- HMS Smyge (1991)
- HMS Marieholm
- Ballongfartyget No 1

### Hjälpfartyg

#### Hjälpminfartyg
- Hjkr 3 (Drottning Victoria)
- Hjkr 10 (Fidra)

#### Hjälpkryssare
- Hjkr 4 (Waria)
- Hjkr 5 (Warun)
- Hjkr 14 (Wiros)

#### Hjälpvedettbåtar
- Hjvb 232 (Isbjörn)
- Hjvb 282 (Libanon)
- Hjvb 356 (Condor)

### Utbildningsfartyg
- HMS Bågen (fd Tv234 och fd SVK14 numera M/Y Yellow Reef)
- HMS Svärdet (fd Tv228 och fd SVK11 numera skrotad)
- HMS Spjutet (1956 fd Tv226 och fd SVK12)
- HMS Pilen (1957 fd Tv230 och fd SVK13)